# Pohár Intertoto 2000
V poháru Intertoto 2000 zvítězily a zároveň postoupily do poháru UEFA tři týmy Udinese Calcio, Celta de Vigo a VfB Stuttgart.

## 1. kolo
| Domácí v 1. zápase               | Celkem    | Hosté v 1. zápase     | 1. zápas | 2. zápas |
| -------------------------------- | --------- | --------------------- | -------- | -------- |
| FK Pelister                      | 4–1       | FC Hobscheid          | 3–1      | 1–0      |
| OD Trenčín                       | 0–4       | Dinaburg FC           | 0–3      | 0–1      |
| Zagłębie Lubin                   | 7–1       | FK Vilash Masalli     | 4–0      | 3–1      |
| HNK Cibalia                      | 4–2       | FK Obilić             | 3–1      | 1–1      |
| LASK Linz                        | 4–1       | Hapoel Petah Tikva FC | 3–0      | 1–1      |
| Nea Salamis Famagusta FC         | 6–2       | KF Vllaznia           | 4–1      | 2–1      |
| HB Tórshavn                      | 0–7       | Tatabánya FC          | 0–4      | 0–3      |
| Leiftur                          | (v)6–6    | FC Luzern             | 2–2      | 4–4      |
| Glenavon FC                      | 1–4       | NK Slaven Belupo      | 1–1      | 0–3      |
| FC Dnepr-Transmash               | 4–2       | Silkeborg IF          | 2–1      | 2–1      |
| Floriana FC                      | 1–3       | Stabæk                | 1–1      | 0–2      |
| FC Dinamo Tbilisi                | 3–3(v)    | Standard Liège        | 2–2      | 1–1      |
| NK Primorje                      | 11–0      | KVC Westerlo          | 5–0      | 6–0      |
| Narva JK Trans                   | 4–9       | Ceahlăul Piatra Neamţ | 2–5      | 2–4      |
| Cwmbrân Town AFC                 | 0–2       | FC Nistru Otaci       | 0–1      | 0–1      |
| Kocaelispor                      | 1–1(pen.) | FK Atlantas           | 0–1      | 1–0      |
| Västra Frölunda IF               | (v)2–2    | HŠK Zrinjski Mostar   | 1–0      | 1–2      |
| Myllykosken Pallo-47             | 4–5       | Neuchâtel Xamax       | 1–2      | 3–3      |
| Araks Ararat FC                  | 1–3       | SK Sigma Olomouc      | 1–2      | 0–1      |
| University College Dublin A.F.C. | 3–3(v)    | Velbazhd Kyustendil   | 3–3      | 0–0      |

## 2. kolo
| Domácí v 1. zápase       | Celkem | Hosté v 1. zápase     | 1. zápas | 2. zápas |
| ------------------------ | ------ | --------------------- | -------- | -------- |
| FC Nistru Otaci          | 3–7    | SV Austria Salzburg   | 2–6      | 1–1      |
| FK Zenit Sankt-Petěrburg | 6–1    | NK Primorje           | 3–0      | 3–1      |
| Perugia Calcio           | 2–3    | Standard Liège        | 1–2      | 1–1      |
| Nea Salamis Famagusta FC | 1–3    | FK Austria Wien       | 1–0      | 0–3      |
| Stabæk                   | 0–5    | AJ Auxerre            | 0–2      | 0–3      |
| Dinaburg FC              | 0–1    | Aalborg BK            | 0–0      | 0–1      |
| LASK Linz                | 3–4    | FK Marila Příbram     | 1–1      | 2–3      |
| FK Atlantas              | 2–7    | Bradford City AFC     | 1–3      | 1–4      |
| RCD Mallorca             | 3–4    | Ceahlăul Piatra Neamţ | 2–1      | 1–3      |
| FK Chmel Blšany          | 8–2    | FC Dnepr-Transmash    | 6–2      | 2–0      |
| CS Sedan                 | 6–2    | Leiftur               | 3–0      | 3–2      |
| Neuchâtel Xamax          | 2–10   | VfB Stuttgart         | 1–6      | 1–4      |
| Zagłębie Lubin           | 1–1(v) | NK Slaven Belupo      | 1–1      | 0–0      |
| Tatabánya FC             | 3–2    | HNK Cibalia           | 3–2      | 0–0      |
| FK Pelister              | 3–1    | Västra Frölunda IF    | 3–1      | 0–0      |
| Velbazhd Kyustendil      | 2–8    | SK Sigma Olomouc      | 2–0      | 0–8      |

## 3. kolo
| Domácí v 1. zápase       | Celkem | Hosté v 1. zápase   | 1. zápas | 2. zápas |
| ------------------------ | ------ | ------------------- | -------- | -------- |
| Celta de Vigo            | 5–1    | FK Pelister         | 3–0      | 2–1      |
| Aalborg BK               | 2–3    | Udinese Calcio      | 0–2      | 2–1      |
| CS Sedan                 | 1–2    | VfL Wolfsburg       | 0–0      | 1–2      |
| FK Marila Příbram        | 1–3    | Aston Villa FC      | 0–0      | 1–3      |
| FK Chmel Blšany          | 8–0    | PS Kalamata         | 5–0      | 3–0      |
| RC Lens                  | 2–2(v) | VfB Stuttgart       | 2–1      | 0–1      |
| Bradford City AFC        | 3–0    | RKC Waalwijk        | 2–0      | 1–0      |
| FC Rostselmash           | 1–5    | AJ Auxerre          | 0–2      | 1–3      |
| NK Slaven Belupo         | 1–2    | SK Sigma Olomouc    | 1–1      | 0–1      |
| Standard Liège           | 4–2    | SV Austria Salzburg | 3–1      | 1–1      |
| Ceahlăul Piatra Neamţ    | 2–5    | FK Austria Wien     | 2–2      | 0–3      |
| FK Zenit Sankt-Petěrburg | 4–2    | Tatabánya FC        | 2–1      | 2–1      |

## Semifinále
| Domácí v 1. zápase       | Celkem | Hosté v 1. zápase | 1. zápas | 2. zápas    |
| ------------------------ | ------ | ----------------- | -------- | ----------- |
| SK Sigma Olomouc         | 3–1    | FK Chmel Blšany   | 3–1      | 0–0         |
| VfB Stuttgart            | 2–1    | Standard Liège    | 1–1      | 1–0         |
| FK Zenit Sankt-Petěrburg | 4–0    | Bradford City AFC | 1–0      | 3–0         |
| Celta de Vigo            | 3–1    | Aston Villa FC    | 1–0      | 2–1         |
| FK Austria Wien          | 0–3    | Udinese Calcio    | 0–1      | 0–2         |
| AJ Auxerre               | 3–2    | VfL Wolfsburg     | 1–1      | 2–1(prodl.) |

## Finále
| Domácí v 1. zápase | Celkem | Hosté v 1. zápase        | 1. zápas | 2. zápas    |
| ------------------ | ------ | ------------------------ | -------- | ----------- |
| SK Sigma Olomouc   | 4–6    | Udinese Calcio           | 2–2      | 2–4(prodl.) |
| Celta de Vigo      | 4–3    | FK Zenit Sankt-Petěrburg | 2–1      | 2–2         |
| AJ Auxerre         | 1–3    | VfB Stuttgart            | 0–2      | 1–1         |